# Форт Райлі
Форт Райлі — одна з військових баз армії США, розташована в центральній частині штату Канзас, на річці Канзас, між містами Джанкшен-Сіті та Мангеттен. Територія бази 41,17 га. Частина форту, яка містить житлову забудову — частина переписної місцевості Форт-Райлі. Денне населення форту складає 25 000.